# All American Hockey League
La All American Hockey League, souvent désigné par le sigle AAHL, est une ligue mineure de hockey sur glace professionnel qui opère aux États-Unis de 2008 à 2011. Appelée All American Hockey Association lors de sa saison inaugurale, la ligue est marquée par l'instabilité de ses franchises membres, dont certaines quittent en cours de saison. Avec seulement deux équipes restantes à l'issue de la saison 2010-2011, l'AAHL suspend ses activités.

## Historique

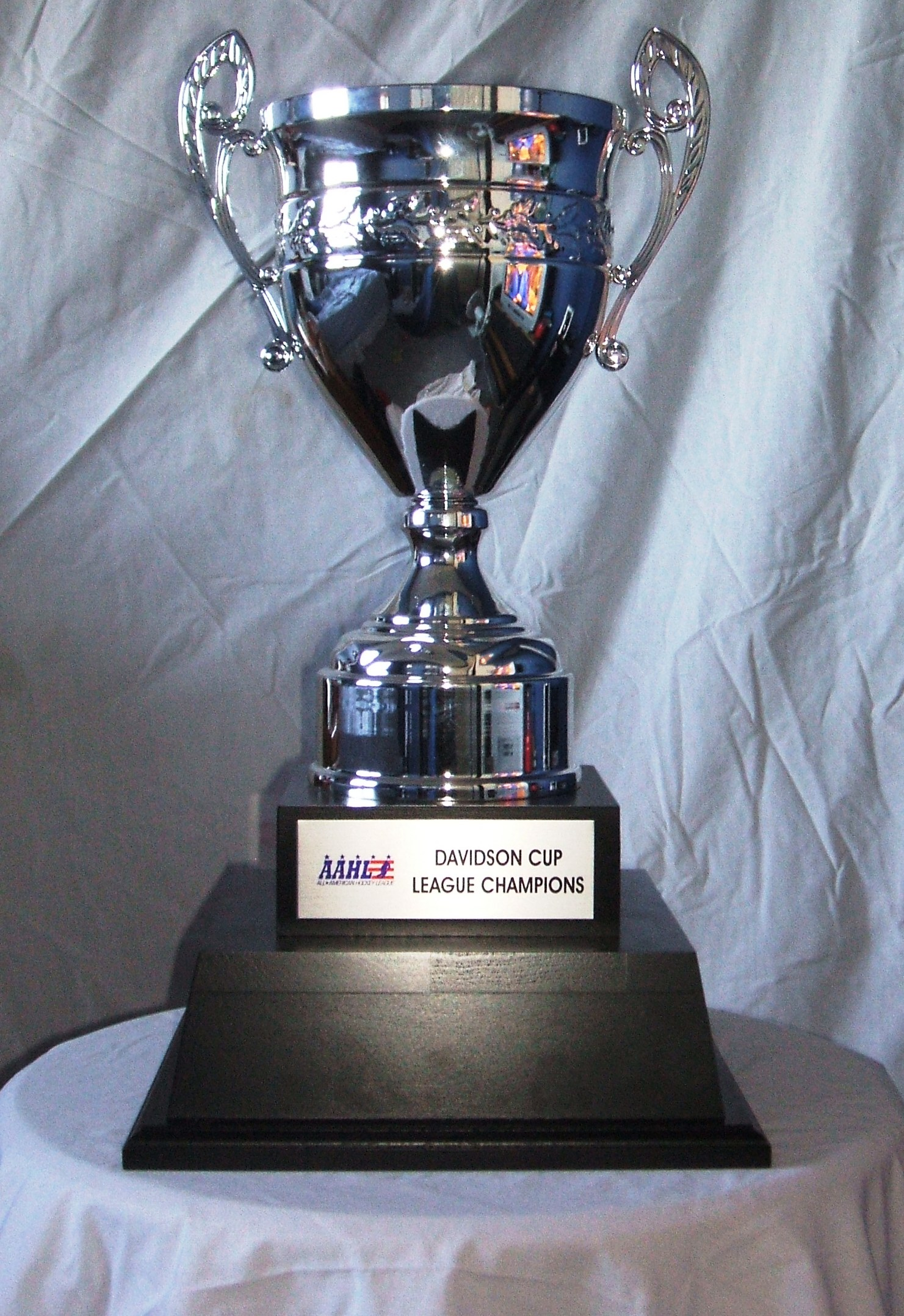
La Coupe Davidson, remise aux champions de l'AAHL.

La All American Hockey Association débute en 2008 avec quatre équipes : les Shooters de Chi-Town, les Dragons de Détroit, les IceMen d'Evansville et le Revolution de Battle Creek. En cours de saison les Dragons quittent la ligue et sont remplacés par le Blaze de Chicago. Le 14 février 2009, Kira Hurley des IceMen devient la première femme évoluant au poste de gardien de but à inscrire un point durant une partie de hockey sur glace masculin professionnel, lorsqu'elle fait une aide sur l'un des buts de son équipe. Sa crosse et la feuille de match sont depuis exposés au Temple de la renommée du hockey pour marquer sa performance. Premiers de la saison régulière, les Shooters remportent la première édition en dominant en finale Battle Creek trois victoires à deux.
Pour la saison 2009-2010, la ligue est renommée All American Hockey League. Deux nouvelles équipes font leurs débuts : les Hitmen de Détroit et les Ice Muskies de Madison. Chicago et Madison suspendent leurs activités respectivement en décembre et en janvier. Les Hitmen sont relocalisés à Muskegon où ils deviennent les Blizzard de West Michigan. Les Icemen s'imposent lors de la finale contre le Blizzard quatre victoires à une.
Précédant la saison 2010-2011, les IceMen mettent fin à leurs activités pour laisser place à une équipe du même nom évoluant en ECHL. Les Shooters quittent la ligue, tandis que le Blizzard est déménagé à Dyer et devient le Blizzard de l'Indiana. Quatre nouvelles équipes font leur apparition : les Loggers de Lapper, le Storm de Queen City, les Bruins de Troy et les Korn Kings de Wooster. Wooster suspend ses activités après cinq parties, suivi par le Blizzard en décembre. Celui-ci est remplacé par une réincarnation des Shooters qui reste cependant basée à Dyer. En janvier, la ligue prend contrôle des Loggers. Suivant le départ de Troy et de Queen City, les Loggers deviennent le Moose du Michigan et assimilent les joueurs des Bruins et du Storm et sont basés à Battle Creek où ils jouent quelques parties avant que le reste de la saison soit annulée. Une finale est finalement disputée, remportée par le Revolution aux dépens des Shooters trois victoires à deux. La ligue suspend ses opérations précédant la saison 2011-2012.

### Palmarès
Le vainqueur des séries éliminatoires remporte la Coupe Rod Davidson.
- 2009 — Shooters de Chi-Town
- 2010 — IceMen de Evansville
- 2011 — Revolution de Battle Creek